# 晋平郡
晋平郡（しんへい-ぐん）は、『宋書』『梁書』『南斉書』などの中国の南朝系史書という正史に登場する、中国の遼西を占領した百済の植民地である。西百済ともいう。『南斉書』の記述から、百済は朝鮮南部に位置していたから、北魏が百済を攻撃するためには渡海するか高句麗領を通過せねばならず、しかし北魏が敵対していた高句麗領を通過するのは困難であり、そして騎兵は渡海することが出来ず、北魏が百済を攻撃したのな中国に百済の植民地が存在したという解釈することもでき、『宋書』東夷百済国伝には、百済が晋平郡を自らの根拠下におき、『梁書』には、百済が東晋時代に遼西郡と晋平郡の二郡を領有、百済郡としたとあり、百済領が大陸に存在したと解釈することも可能な記述がある。しかし、実際に遼西を支配していた北朝系史書には関連記録が全く見られない。これに理由については、鮮卑族が支配者として君臨していた北朝系史書は中国の南朝系史書より情報が少ないからという見解がある。朝鮮史書『三国史記』『三国遺事』にも百済領が中国大陸に存在したという記述は出てこない。

## 中国南朝史書の記述
| 出典                                           | 本文 |
| ---------------------------------------------- | --- |
| 『宋書』巻九十七・東夷百済国伝                 | 百濟國，本與高驪倶在遼東之東千餘里，其後高驪略有遼東，百濟略有遼西。百濟所治，謂之晉平郡晉平縣。 · 百済国はもと高句麗とともに遼東郡の郡庁のある襄平（現在の中国の遼陽地方）の東一千余里のところにあった。その後高句麗は遼東郡を支配し、百済は遼西郡を支配した。このとき百済が根拠地としたところは晋平郡の晋平県である。 |
| 『南斉書』巻五十八・列伝第三十九               | 魏虜又發騎數十萬攻百濟，入其界，牟大遣將沙法名、贊首流、解禮昆、木幹那率衆襲撃虜軍，大破之。 · 魏は騎兵数十万人を動員して百済を攻撃し、その国境の中に攻めこんだ。東城王は沙法名、賛首流、解礼昆、木干那などを送って魏の大軍を大破した。                                                                                 |
| 『梁書』巻五十四列伝四十八諸夷・東夷諸戎・百済 | 百濟亦據有遼西、晉平二郡地矣，自置百濟郡。 · 百済が遼西・晋平の二つの郡を占め、百済郡を設置した。 |

## 概略
百済が中国の遼西地方に進出したという、いわゆる「百済遼西経略説」（海外征伐説とも言う）は、『宋書』『梁書』などの南朝系史書から始まったものである。それによれば、晋（265年 - 420年）の時に高句麗が遼東を占領した後（404年以降）に、『宋書』によれば百済もまた遼西地方を征服して晋平郡を設置した（『梁書』では、晋平郡と遼西郡の2郡を併合して百済郡を置いた）という。また『南斉書』には百済の使臣が中国各地の郡県の太守を持っていたことが記録されている。
百済は馬韓の伯済国から興こり、他の馬韓諸国を統合したこと、この百済と遼西支配は地理的に遠距離であることから、百済と遼西を一体と考えることはできず、この疑問は早くに『梁書』から提出されていた。
実際に遼西地方を支配していた北朝系史書には関連記録が全く見られず、また『三国史記』をはじめ朝鮮史書にもそれに関する記事がなく、北燕の敗残兵による百済侵入事件や北魏の百済進攻が起こったこの時期に遼西に百済領が安定的に成立・存続する余地があるはずがなく、韓国・北朝鮮以外の学界では主要な学説とは認められていない。井上秀雄によると、唐以来中国の学者たちは「奇妙な記事」の解明に苦しんできており、一方日本の研究者は、百済の遼西侵略記事を「頭から誤伝」として斥け、「この記事をまったく取りあげ」ないという。
韓国の学界においても一般的には百済の遼西進出については否定的な見方が大勢だが、近年もなお百済の遼西進出を事実とする説は提起されている。1981年に大韓民国教育部長官の安浩相が
1. 檀君は実在の人物
2. 檀君の領土は中国北京まで存在した
3. 王倹城は中国遼寧省にあった
4. 漢四郡は中国北京にあった
5. 百済は3世紀から7世紀にかけて、北京から上海に至る中国東岸を統治した
6. 新羅の最初の領土は東部満州で、統一新羅の国境は北京にあった
7. 百済が日本文化を築いた

という「国史教科書の内容是正要求に関する請願書」を国会に提出したことがあり、韓国の国史編纂委員会で編纂する『国史』教科書では、1990年までは百済が遼西を攻撃したと叙述していた。1990年以降は進出という表現を使って曖昧に表現しており、高校『国史』には、「また、百済は水軍を増強させて中国の遼西地方へ進出し、さらに山西地方と日本にまで進出する活発な対外活動を行った」と記述、図解している。
東北アジア歴史財団のヨン研究員は、高等『国史』が百済が中国の遼西・山東地方と日本の九州地方に進出したという記述は事実関係に問題が多いとして、「百済の九州地方進出は日本書紀神功記と七支刀銘文を根拠としているように見えるのに、これらの解釈は多くの問題点がある」「問題が多い日本書紀にそのまま従ったら、日本の百済進出であって百済の日本進出にならない。史料を利用する時、恣意的解釈は排除しなければならない」と批判している。中国の『宋書』と『梁書』を基礎にした中国遼西地方進出と百済郡設置も、通説にするには多くの問題点があるとして、中国前秦代に起きた事件が『宋書』と『梁書』には出ながら『魏書』にはないこと、百済が高句麗と絶えず戦争をしていた当時の情況を考慮すれば、水軍抜きで遼西地方を攻略したとは考えにくいとしている。ヨン委員は「中国史書にある、とそのまま信じたら、倭国戦で記録された百済と新羅が倭国を大国として仕えた、という内容もそのまま信じるしかない」「韓半島内部の発展過程など多様な側面を考慮して、史料の意味を把握する必要がある」と批判している。
水野俊平は、中国史書の記録だけを見るなら百済が中国に領土を領有していたことは確実であると考えがちであるが、「ところが事はそう簡単ではない」として、百済が遼西を領有していたとされる時期は、中国史書の記録から3世紀後半から5世紀前半に推定されるが、この時期は前燕、前秦、後燕、南燕、北魏などが遼西をめぐり角逐していた時期であり、五胡十六国・南北朝の混乱期であっても、百済が割り込んで領有化する余力が有るとは考えられないこと、 「百済が中国に領土を領有していた」記録は、百済と親密な関係にあった南朝の史書にのみ見られ、北朝の史書にはまったく見られず、さらに朝鮮史書の『三国史記』『三国遺事』、実際に遼西を支配していた北魏の『魏書』にも百済が遼西に進出したという記録は見られず、百済軍と北魏軍が衝突したとする『南斉書』の記録も、当事者の北魏の史書『魏書』には存在しないことから、「学界では懐疑的」「歴史学界では広く認められているとは言いがたい」「韓国の学界では百済が中国大陸に領土を保有していたという主張は主流を占めているとは言いがたく」として、百済と親密な関係にある南朝の史書が百済の主張する通りに記載したという指摘などとともに、『宋書』には、宋の順帝が倭王武に「使持節・都督倭・新羅・任那・加羅・秦韓・慕韓六国諸軍事・安東大将軍・倭国王」の官爵号を与えたと記録されているが、これをもって倭が朝鮮を領有していた証拠とはならず、南朝の史書に見られる「百済遼西経略説」記事もそれと同じことを考える必要がある、と述べている。
宮脇淳子は「平気で歴史を捏造する韓国歴史学会でもさすがに主流ではないトンデモ学説」であり、百済が中国に領土を領有していたという主張が依拠する史書は、宋、斉、梁の南朝であり、南朝の史書の鮮卑の北朝の北魏に関する記述は伝聞程度でしかなく、『宋書』にはまだ列伝に百済国があるが、『南斉書』に至っては「蛮、東南夷」の僅か数頁に、高（句）麗も百済も加羅も倭国も押し込めてあり、この程度の情報量を元ネタにして書かれた記述など信用できない、と評している。また、当時は人々の国家への所属意識が低く、現在と比較して人々の移動は自由であり、朝鮮半島及び周辺には様々な国の人々が混在しており、中国と朝鮮は一つの経済圏として交易していたから、遼西地域に百済人が住み着いてコミュニティが形成されていても不自然ではなく、だからといってそれが百済領だと解釈するなら誤りであり、ロサンゼルスのコリアンタウンが韓国領だと主張しているようなものだと述べている。
朝鮮民族主義歴史学者の申采浩は、百済は近仇首王・東城王時代に遼西と山東の前秦まで攻撃・領有したと主張しており、『宋書』・『梁書』の百済の遼西進出記事、『南斉書』の百済の北魏撃退記事、『旧唐書』の百済関係記事を根拠に百済が近仇首王時代に遼西と北京を奪って遼西郡と晋平郡を設置し、東城王時代に北魏と戦い撃退し、中国の会稽郡付近を支配し、日本を植民地にしたと主張している。
申采浩の主張は、植民地下で安在鴻、崔棟、鄭寅普などに引き継がれ、解放後のさらに1960年代に再議論されるようになり、金庠基（ソウル大学）は1967年発表論文「百済の遼西経略説に対して」において、近肖古王時代に百済が遼西に進出・活動したと主張したが、これらはの主張は申采浩の主張と同一のものであり、さらに金庠基の主張は、方善柱（翰林大学）に引き継がれ、百済が遼西に進出することができた根拠を五胡十六国・南北朝の混乱に求めた。
韓国の在野史学系では、百済の遼西領有を認める方向にある。中でも大陸史観を唱える人々は、百済の位置を朝鮮半島西南部ではなく黄河と長江の間に比定して、百済の遼西領有が事実だと主張する。例えば、『再び書く韓・日古代史』（大韓教科書、1996年）は、「海洋大帝国百済」章で、百済の領土は東城王時代に河北・山東・江蘇・浙江、済州島、対馬を領有化したと主張しており、それによると西暦100年頃に百済は日本の九州に進出して大和百済を建国して百済王族・応神王が檐魯として統治、紀元前18年に百済は中国に進出、遼東半島西部に外百済を設置、2世紀に揚子江河口に進出、成陽郡・広陵郡を設置、4世紀にその西方に領域拡大し晋平郡・遼西郡を設置、近仇首王時代に山東半島に進出、青丘を晋平郡・遼西郡とともに百済領とし、これらの百済領は572年まで存続したが、高句麗によって外百済が滅ぼされ、577年に北周の北斉征服過程で青丘が滅亡、580年に陳によって揚子江河口の成陽郡・広陵郡が滅亡、百済は大和百済と連合したが、668年に百済が唐・新羅連合軍に敗北したため、大和百済は日本として独立したと主張している。金珊瑚『大朝鮮帝国史』（東亜出版社、1994年）は、百済が中国と日本に百済領を領有していたという説を発展させ、6世紀初頭の百済領は中国沿岸部の外百済と朝鮮南西部と西日本に及んでいたと主張している。
百済の遼西領有説においては、その時期についても争点となっている。『梁書』によれば、遼西領有時期は晋の時代で、高句麗が遼東を占領した以後だが、高句麗と前燕が遼東の争奪戦を繰り広げたのは好太王（在位391–413年）の頃で、それが最終的に高句麗の手に落ちたのは404年のこととみられている。ところが、この時期の百済は高句麗との戦争に敗北して58個の城を奪われており、遼西に進出する余力はなかったと考えられるため、それ以前に高句麗が385年に一時的に遼東を占有した時に百済の遼西進出があったと見る学者もいる。これに対し金庠基・金哲埈・井上秀雄らは百済の近肖古王が371年に高句麗を破った時、余勢を駆ってさらに北方に進出して一時的に遼西を支配したと推測している。ただし井上秀雄は、領有や支配とは限らず遼西の小勢力との同盟という程度もありうる、とかなり控えめな想定もしている。それによると、東晋末期に遼東・遼西は政治的に混乱状態に陥り、百済は高句麗の広開土王・長寿王の圧迫に苦しんだが、南朝の宋から冊封され、高句麗と対峙、その一時期に遼西と政治的な連携もしくはその一部を支配した可能性、具体的には、百済は377年に北方の前秦にも朝貢して、北方の遼西に関心を持っており、前燕の崩壊後、政治的混乱に陥った遼東・遼西に371年の対高句麗戦の勝利の余勢から「一時的」に遼西を侵略するのは、可能性としては有りうるという。ただし井上秀雄は、もっとも可能性が高いのは、南朝の宋は、対高句麗対抗勢力として百済を評価しており、高句麗が北朝の北魏や北燕と連携していることを牽制するために、百済の遼西侵略を誇大・誇張して取り上げる必要があったと述べている。一方、申采浩は近仇首王の時、鄭寅普は責稽王・汾西王の時に百済が遼西を領有したとみている。
韓国の公共放送局KBSは、1996年9月15日にKBS1テレビ「日曜スペシャル 続武寧王陵、忘れられた地-百済22檐魯の秘密」というタイトルで、「百済は、日本、中国、東南アジアにいたる海岸連邦国として存在していた」という内容のドキュメンタリーを放映したことがある。金完燮は西尾幹二との対談で、このドキュメンタリーについて言及している。
金の発言に対して、西尾は「おっしゃりたい意味は百済は片足を朝鮮半島にかけていて、東アジア一帯に南にまで広がっていた大きな国だということでしょうか」と聞き返しており、水野俊平は「金完燮氏が随所で披瀝する『学説』に西尾氏が驚く場面がところどころにあって興味深い」「西尾幹二氏も、この奇想天外な話には驚いたらしく」「西尾氏は金氏がどうしてこんな突拍子もないことを言い出したのか、理解できない」「この『百済大帝国説』とも言える説こそ、『日本（人）の起源は百済（人）』『古代日本は百済の植民地』と拡大を続けてきた百済に関する偽史の発展形」と評している。ちなみに百済が東南アジアを支配していたという主張は百済末期の将軍である黒歯常之の墓誌に理由がある。墓誌には「黒歯常之は元々氏姓が王の氏姓である夫余氏だったが、先祖が黒歯に封じられ、その氏姓を黒歯にした」と記述されており、「黒歯」を「歯が黒い人」と解釈し、熱帯果樹を噛む習慣のある地域に派遣されたためと推定し、百済は東南アジアに領土を領有していたと結論するが、実は黒歯常之が東南アジアに封じられたとする根拠は『日本書紀』である。『日本書紀』（欽明紀）にある百済が扶南の財宝やインドシナ半島産出の絨毯などを倭に贈ったという記事を理由にして、これらの地域の産出品が百済にあったということは百済がこの地域を支配していたという理屈であるが、水野は「これらの品物はいくらでも交易を通して入手できるもので、百済が東南アジアに檐魯を派遣して統治していた根拠にはならない。こうした論理が通用するなら正倉院の宝物を根拠に、古代日本がアジア全域を支配していたということになってまう」と述べている。
KBS1テレビ「日曜スペシャル 続武寧王陵、忘れられた地-百済22檐魯の秘密」の百済が倭を支配していたという主張の根拠は、『日本書紀』のイザナギとイザナミの神話に檐魯が登場するから神代から檐魯が存在、「サラバ」という言葉は百済語で「生きてみろ」の意味、熊本の「クマ」は百済語の「熊（コム）」の意味、熊本県玉名（たまな）は「檐魯（タムロ）」に由来などである。水野によると、番組の内容の要約は以下である。
水野は、百済が日本に檐魯を派遣したという記録は朝鮮史料にも日本史料にも全く登場せず、陵墓・遺跡からの出土品・神話・地名からの推定も「古代日本が百済と密接な関係を持っていた根拠にはなっても、百済が日本を支配していた根拠には得ない」「かなり突拍子もない話」「まゆつば臭い話」として、東城王と武寧王の在位期間は5世紀末から6世紀初頭であるから倭が百済の侯国になったのは遅くとも5世紀中葉となるが、その時期は百済が新羅と同盟（433年）して高句麗に対抗していたにもかかわらず、同時期に倭が新羅に敵対していたのはおかしいとこの主張の矛盾を指摘している。もし倭が百済の侯国であるなら支配していた倭が宗主国の同盟国新羅を敵対することを放置することなどありえないはずだからである。